# Frank Grillo
Frank Anthony Grillo (født 8. juni 1965) er en amerikansk skuespiller. Han er bedst kendt for at spille Brock Rumlow i Marvel Cinematic Universe-filmene Captain America: The Winter Soldier (2014), Captain America: Civil War (2016), Avengers: Endgame (2019) og
den animerede tv-serie What If...? (2021). Han havde sin første hovedrolle i action-gyseren The Purge: Anarchy (2014), hvor han spillede sergent Leo Barnes, som han spillede igen i The Purge: Election Year (2016). Han har også spillet med i Warrior (2011), The Grey (2012), End of Watch (2012), Zero Dark Thirty (2012), Wolf Warrior 2 og Wheelman (begge i 2017), og Boss Level (2021).
Grillos har også medvirket i en ræke tv-serier inklusive Kingdom (2014–2017), Battery Park (2000), For the People (2002–2003), The Shield (2002–2003), Prison Break (2005–2006), Blind Justice (2005), The Kill Point (2007) og Billions (2020).

## Filmografi

### Film
| År   | Titel                               | Rolle                           | Noter                   |
| ---- | ----------------------------------- | ------------------------------- | ----------------------- |
| 1992 | The Mambo Kings                     | Machito                         |                         |
| 1993 | Deadly Rivals                       | Grogan                          |                         |
| 1996 | Deadly Charades                     | Vince Carlucci                  |                         |
| 2002 | Simplicity                          | General                         | Short film              |
| 2002 | Minority Report                     | Pre-Crime Cop                   |                         |
| 2002 | The Sweetest Thing                  | Andy                            |                         |
| 2006 | April's Shower                      | Rocco                           |                         |
| 2007 | Raw Footage                         | Ben Chaffin                     | Short film              |
| 2008 | iMurders                            | Joe Romano                      |                         |
| 2009 | Pride and Glory                     | Eddie Carbone                   |                         |
| 2009 | Blue Eyes                           | Bob Estevez                     |                         |
| 2010 | Edge of Darkness                    | Agent One                       |                         |
| 2010 | Mother's Day                        | Daniel Sohapi                   |                         |
| 2010 | My Soul to Take                     | Paterson                        |                         |
| 2011 | Warrior                             | Frank Campana                   |                         |
| 2012 | The Grey                            | John Diaz                       |                         |
| 2012 | Lay the Favorite                    | Frankie                         |                         |
| 2012 | End of Watch                        | Sarge                           |                         |
| 2012 | Disconnect                          | Mike                            |                         |
| 2012 | Zero Dark Thirty                    | Red Squadron Commanding Officer |                         |
| 2013 | Gangster Squad                      | Russo                           |                         |
| 2013 | Collision                           | Scott Dolan                     |                         |
| 2013 | Homefront                           | Cyrus Hanks                     |                         |
| 2014 | Captain America: The Winter Soldier | Brock Rumlow                    |                         |
| 2014 | The Purge: Anarchy                  | Sergeant Leo Barnes             |                         |
| 2015 | Demonic                             | Mark Lewis                      |                         |
| 2015 | Big Sky                             | Jesse                           |                         |
| 2016 | Captain America: Civil War          | Brock Rumlow / Crossbones       |                         |
| 2016 | The Purge: Election Year            | Sergeant Leo Barnes             |                         |
| 2017 | The Crash                           | Guy Clifton                     | Also executive producer |
| 2017 | Stephanie                           | Stephanie's father              |                         |
| 2017 | Wolf Warrior 2                      | Big Daddy                       |                         |
| 2017 | Wheelman                            | Wheelman                        | Also producer           |
| 2017 | Beyond Skyline                      | Mark Corley                     |                         |
| 2018 | Reprisal                            | Jacob                           |                         |
| 2018 | Donnybrook                          | Chainsaw Angus                  |                         |
| 2018 | El Chicano                          | N/A                             | Executive producer only |
| 2019 | Avengers: Endgame                   | Brock Rumlow                    | Cameo                   |
| 2019 | Point Blank                         | Abraham "Abe" Guevara           | Also producer           |
| 2019 | Into the Ashes                      | Sloan                           | Also executive producer |
| 2019 | Black and Blue                      | Terry Malone                    |                         |
| 2019 | Hell on the Border                  | Bob Dozier                      | Also executive producer |
| 2020 | Jiu Jitsu                           | Harrigan                        |                         |
| 2021 | No Man's Land                       | Bill Greer                      | Also executive producer |
| 2021 | Body Brokers                        | Vin                             |                         |
| 2021 | Boss Level                          | Roy Pulver                      | Also producer           |
| 2021 | Cosmic Sin                          | General Eron Ryle               |                         |
| 2021 | Hitman's Wife's Bodyguard           | Bobby O'Neill                   |                         |
| 2021 | Ida Red                             | Dallas Walker                   |                         |
| 2021 | The Gateway                         | Duke                            |                         |
| 2021 | Copshop                             | Teddy Murretto                  | Also producer           |
| 2021 | This Is the Night                   | Vincent Dedea                   |                         |
| 2022 | Shattered                           | Sebastian                       |                         |
| 2022 | A Day to Die                        | Mason                           | Post-production         |
| TBA  | Lamborghini                         | Ferruccio Lamborghini           | Filming                 |

### Tv
| År        | Titel                             | Rolle                | Noter                                |
| --------- | --------------------------------- | -------------------- | ------------------------------------ |
| 1993      | Silk Stalkings                    | Franco LaPuma        | Episode: "Ladies Night Out"          |
| 1996      | Poltergeist: The Legacy           | Jerry Tate           | Episode: "Ghost in the Road"         |
| 1996–1999 | Guiding Light                     | Hart Jessup          | 74 episoder                          |
| 1999      | Wasteland                         | Cliff Dobbs          | 3 episoder                           |
| 2000      | Battery Park                      | Anthony Stigliano    | 7 episoder                           |
| 2002      | Law & Order: Special Victims Unit | Frank Barbarossa     | Episode: "Deception"                 |
| 2002      | Hunter: Return to Justice         | Terence Gillette     | Television film                      |
| 2002–2003 | For the People                    | Det. J.C. Hunter     | 18 episoder                          |
| 2002–2003 | The Shield                        | Officer Paul Jackson | 4 episoder                           |
| 2003      | Hunter: Back in Force             | Terence Gillette     | Television film                      |
| 2003      | Karen Sisco                       | Garrison Kick        | Episode: "Nostalgia"                 |
| 2004      | The District                      | Vince Dymecki        | Episode: "Breath of Life"            |
| 2005      | Blind Justice                     | Marty Russo          | 13 episoder                          |
| 2005–2006 | Prison Break                      | Nick Savrinn         | 18 episoder                          |
| 2006      | CSI: Crime Scene Investigation    | Gary Sinclair        | Episode: "Happenstance"              |
| 2006      | Hollis & Rae                      | Henry Callaway       | Television film                      |
| 2007      | Without a Trace                   | Neil Rawlings        | Episode: "Tail Spin"                 |
| 2007      | Las Vegas                         | Jeremy Shapiro       | Episode: "The Burning Bedouin"       |
| 2007      | The Kill Point                    | Albert Roman/Mr. Pig | 8 episoder                           |
| 2007      | CSI: NY                           | Jimmie Davis         | Episode: "The Thing About Heroes..." |
| 2008      | The Madness of Jane               | Oliver Cornbluth     | Television film                      |
| 2008      | Blue Blood                        | Quarry               | Television film                      |
| 2009      | Law & Order: Special Victims Unit | Mark Van Kuren       | Episode: "Transitions"               |
| 2010      | The Gates                         | Nick Monohan         | 13 episoder                          |
| 2011      | Breakout Kings                    | Agent Stoltz         | Episode: "Queen of Hearts"           |
| 2013      | Mary and Martha                   | Peter                | Television film                      |
| 2014–2017 | Kingdom                           | Alvey Kulina         | 40 episoder                          |
| 2018      | FightWorld                        | Series host          | Travel documentary                   |
| 2020      | Billions                          | Nico Tanner          | 7 episoder                           |
| 2021      | What If...?                       | Brock Rumlow (voice) | 3 episoder                           |